# 井手則雄
井手 則雄（いで のりお、1916年8月25日 - 1986年1月3日）は、日本の彫刻家、美術評論家、詩人。

## 経歴
長崎県北松浦郡出身。1939年東京美術学校（現東京芸術大学）彫刻科卒業、1941年研究科修了。
在学中から二科展などに出品、1943年銀座で個展を開く。戦後、前衛美術会を結成。1972年12月宮城教育大学教授。1981年退官。『純粋詩』『造型文学』『新日本詩人』『列島』などに詩や評論を発表。
1986年1月3日、福島県双葉郡富岡町の小浜海岸を散歩中に転落死した。墓所は多磨霊園。

## 著書
- 『美術と社会 レンブラントからピカソまで』文化評論社 1949
- 『葦を焚く夜 井手則雄第一詩集』葦会 1952
- 『美術のみかた 原始芸術からピカソまで』生活百科刊行会 1953
- 『色彩の扱いかた』生活百科刊行会 1954
- 『造形美育論 創造美育から構成教育へ』共同出版社 1954
- 『美術教育のこれから』有信堂 1956
- 『美術入門』青春出版社 1958
- 『現代彫刻入門』造形芸術研究会 1959
- 『美術の変革 芸術とその社会背景』三一新書 1959
- 『西洋の美術 原始時代からフランス革命まで』筑摩叢書 1963
- 『幼年期の美術教育』誠文堂新光社 1969
- 『認識と創造 美術教育評論集』造形社 1978
- 『井手則雄詩集』芸風書院 日本現代詩人叢書 1983
- 『オリンポスの神話』筑摩書房 1989

### 共編著
- 『美術教育入門』周郷博,湯川尚文共編 河出新書 1956
- 『造形と心理 現代美術の方法と批評』小林重順共著 弘文堂 1958
- 『草津の柵 詩集』編 昭森社 1959
- 『幼児の絵 見方・育て方』久保田浩共著 誠文堂新光社 1967
- 『美術教育大系 第5 彫刻と立体』編 学芸書林 1968
- 『園児の絵画・製作』湯川尚文共編 誠文堂新光社 1969
- 『美術教育大系 第3 観察画』編 学芸書林 1969
- 『3～4歳児の絵画・製作』共編集 誠文堂新光社 1971
- 『美術教育大系 1 美術教育原理』編 学芸書林 1972
- 湯川尚文『絵をかく子ども』編 誠文堂新光社 1974
- 『美術教育入門』鈴木五郎共編 百合出版 1980

### 翻訳
- 『マイヨール』訳編 安土書房 1944

## 注
1. 1 2 3  “井手則雄 :: 東文研アーカイブデータベース”. 東京文化財研究所. 2025年3月15日閲覧。
2. ↑  「井手則雄」『20世紀日本人名事典』日外アソシエーツ。コトバンクより2025年3月15日閲覧。